# Ernst Trygger
Ernst Trygger (27 de Outubro de 1857 — 23 de Setembro de 1943) foi um político da Suécia. Ocupou o lugar de primeiro-ministro da Suécia de 19 de Abril de 1923 a 18 de Outubro de 1924.